# 유아교육법
유아교육법(幼兒敎育法)은 대한민국의 법률이다. 2004년 1월 29일 법률 제7120호에 의해 제정되었으며, 2005년 1월 30일부터 시행에 들어갔다.

## 주요 법령 개정 및 시행
- 제정 - 2004년 1월 29일 법률 제7120호 / 2005년 1월 30일 시행
- 제1차 타법개정 - 2005년 3월 24일 법률 제7413호 / 2005년 3월 24일 시행
- 제2차 타법개정 - 2007년 12월 14일 법률 제8676호 / 2008년 2월 15일 시행
- 제3차 타법개정 - 2008년 2월 29일 법률 제8852호 / 2008년 2월 29일 시행
- 제4차 타법개정 - 2010년 1월 18일 법률 제9932호 / 2010년 3월 19일 시행
- 제5차 일부개정 - 2010년 3월 24일 법률 제10176호 / 2010년 3월 24일 시행

## 현행
유아교육법은 제정 이래 6차례의 개정을 거쳤다. 마지막 개정은 2010년 3월 24일에 법률 제10176호로 이뤄졌다. (2010년 3월 24일 시행)

## 같이 보기
- 유아
- 유치원
- 교육기본법
- 영유아보육법
- 초·중등교육법
- 고등교육법
- 평생교육법